# 프렌즈젬
프렌즈젬은 카카오프렌즈 IP를 활용하여 2018년 출시한 모바일 매치3 퍼즐 게임이다. 프렌즈 게임시리즈 중 퍼즐게임으론 순서상 3번째 발매작이 된다. 카카오프렌즈와 함께 젬스톤을 찾아 전세계로 모험을 떠난다는 컨셉을 취하고 있어 묻혀있는 황금 석판을 발굴해내거나, 물길을 이어 뜨거운 보석을 식히거나, 빛을 반사시켜 크리스탈까지 도달하게 하는 등 다채로운 스테이지로 구성되어 있다. 또한 게임 표지의 젬 탐험대 세트 컬렉션도 게임 초반에 완성시킬 수 있다. 기존의 스피디하게 진행되었던 프렌즈퍼즐 시리즈보단 난이도가 높고 전략성이 강화된 턴제형식의 퍼즐게임이기에 호불호가 갈릴 수 있다.